# Cyrtandra rubiginosa
Cyrtandra rubiginosa är en tvåhjärtbladig växtart som beskrevs av William Jack. Cyrtandra rubiginosa ingår i släktet Cyrtandra och familjen Gesneriaceae. Inga underarter finns listade i Catalogue of Life.